# C Sharp
C# (zpravidla vyslovováno anglicky jako C Sharp, /siː šaːp/, což je anglické označení noty cis, tedy zvýšeného c) je vysokoúrovňový objektově orientovaný programovací jazyk vyvinutý firmou Microsoft zároveň s platformou .NET Framework, později schválený standardizačními komisemi ECMA (ECMA-334) a ISO (ISO/IEC 23270). Microsoft založil C# na jazycích C++ a Java (a je tedy nepřímým potomkem jazyka C, ze kterého čerpá syntaxi).
C# lze využít k tvorbě databázových programů, webových aplikací a stránek, webových služeb, formulářových aplikací ve Windows, softwaru pro mobilní zařízení (PDA a mobilní telefony) atd.

## Cíle jazyka
Standard ECMA definuje současný design C# takto:
- C# je jednoduchý, moderní, mnohoúčelový a objektově orientovaný programovací jazyk.
- Jazyk a jeho implementace poskytuje podporu pro principy softwarového inženýrství, jakými jsou kupř. hlídání hranic polí, detekce použití neinicializovaných proměnných a automatický garbage collector. Důležité jsou také jeho vlastnosti jako robustnost, trvanlivost a programátorská produktivita.
- Jazyk je vhodný pro vývoj softwarových komponent distribuovaných v různých prostředích.
- Přenositelnost zdrojového kódu je velmi důležitá, obzvláště pro ty programátory, kteří jsou obeznámeni s C a C++.
- Mezinárodní podpora je též velmi důležitá.
- C# je navržen pro psaní aplikací jak pro zařízení se sofistikovanými operačními systémy, tak pro zařízení s omezenými možnostmi.
- Přestože by programy psané v C# neměly plýtvat s přiděleným procesorovým časem a pamětí, jazyk nebyl navržen pro to, aby se mohly měřit s aplikacemi psanými v C nebo jazyce symbolických adres.

## Vlastnosti jazyka
- V C# neexistuje vícenásobná dědičnost – to znamená, že každá třída může být potomkem pouze jedné třídy. Toto rozhodnutí bylo přijato, aby se předešlo komplikacím a přílišné složitosti, která je spojena s vícenásobnou dědičností. Třída ale může implementovat libovolný počet rozhraní.
- Neexistují žádné globální proměnné a metody, všechny musí být deklarovány uvnitř tříd. Náhradou za globální proměnné a metody jsou statické metody a proměnné veřejných tříd.
- V objektově orientovaném programování se z důvodu dodržení principu zapouzdření často používá vzor, kdy k datovým atributům třídy lze zvenčí přistupovat pouze nepřímo, a to pomocí dvou metod: metody get (accessor) a metody set (mutator). V C# lze místo toho definovat tzv. vlastnosti (anglicky property), která zvenčí stále funguje jako datový atribut, ale uvnitř obsahuje prostor pro definici obou těchto metod. Výhodou je jednodušší práce s datovým atributem při zachování principu zapouzdření.
- C# je typově bezpečnější než C++. Jediné předdefinované implicitní konverze (implicitní přetypování) jsou takové, které jsou považovány za bezpečné. Příkladem budiž rozšiřování celočíselných typů (např. z 32bitového Integer na 64bitový) nebo konverze z odvozeného typu na typ rodičovský. Neexistuje však implicitní konverze z celočíselných typů na boolean ani implicitní konverze mezi výčtovými a celočíselnými typy.
- C# nepotřebuje a ani neobsahuje dopřednou deklaraci – pořadí deklarace metod není důležité.
- Jazyk C# je case sensitive – rozlišuje mezi velkými a malými písmeny. Identifikátory „hodnota“ a „Hodnota“ tedy nejsou, na rozdíl od VB .NET, ekvivalentní.

## CTS
Společný typový systém (anglicky Common Type System; CTS) je unifikovaný typový systém používaný všemi jazyky pod .NET Framework, tedy i jazykem C# (dále například VB.NET). Všechny typy (datové typy), včetně primitivních datových typů jako je Integer, jsou potomky třídy System.Object a dědí od ní i všechny její metody jako například ToString().
Typy v CTS se dělí do dvou základních skupin a to:
- Hodnotové
- Referenční

### Hodnotové datové typy
Všechny hodnotové datové typy jsou na rozdíl od odkazových typů alokované na zásobníku a to z výkonnostních důvodů.
Hodnotové datové typy můžeme rozdělit do tří částí
- Primitivní datové typy – Sem patří celočíselné primitivní datové typy (Byte, Integer, Char, …) a reálné primitivní datové typy reprezentující reálná čísla (float, double, decimal)
- Struktury – Jedná se o uživatelsky definované datové typy. Na první pohled připomínají třídy, ale nemohou dědit ani být děděny.
- Výčtové typy – Pojetí výčtů je například oproti Javě značně zjednodušené. V C# je výčet pouze množina předem definovaných hodnot (např. Výčet DnyVTydnu s hodnotami pondělí, úterý, …) bez možnosti definovat si uvnitř výčtu metody nebo atributy, indexery nebo implementovat rozhraní.

### Referenční datové typy
Referenční typy neuchovávají na rozdíl od typů hodnotových pouze hodnotu samotnou, ale odkaz (referenci) na místo v paměti, kde je požadovaná instance uložena. Všechny odkazové typy jsou alokovány na haldě.

## Používané platformy
Jazyk C# je navržen tak, aby co nejvíce zohledňoval strukturu Common Language Infrastructure (CLI), se kterou je používán. Většina základních typů v C# přímo odpovídá základním typům v platformě CLI. Návrh jazyka ale nevyžaduje, aby překladač generoval Common Intermediate Language (CIL) nebo jiný konkrétní formát. Teoreticky je možné, aby překladač vytvářel strojový kód podobný běžným překladačům jazyka C++ a jiných, ale v praxi všechny překladače jazyka C# generují CIL.

## Historie averze jazyka

### Přehled
| Version       | Specifikace jazyka                                                                | Specifikace jazyka               | Specifikace jazyka                                     | Datum         | Datum                         | .NET                                                                                         | Visual Studio                           |
| Version       | Ecma                                                                              | ISO/IEC                          | Microsoft                                              | Uvolnění      | Ukončení podpory              | .NET                                                                                         | Visual Studio                           |
| ------------- | --------------------------------------------------------------------------------- | -------------------------------- | ------------------------------------------------------ | ------------- | ----------------------------- | -------------------------------------------------------------------------------------------- | --------------------------------------- |
| C# 1.0        | prosinec 2001 ECMA-334:2001 prosinec 2002 ECMA-334:2002 červen 2005 ECMA-334:2005 | duben 2003 ISO/IEC 23270:2003    | leden 2002                                             | leden 2002    |                               | .NET Framework 1.0                                                                           | Visual Studio .NET 2002                 |
| C# 1.1 C# 1.2 | prosinec 2001 ECMA-334:2001 prosinec 2002 ECMA-334:2002 červen 2005 ECMA-334:2005 | duben 2003 ISO/IEC 23270:2003    | říjen 2003                                             | duben 2003    |                               | - .NET Framework 1.1                                                                         | Visual Studio .NET 2003                 |
| C# 2.0        | červen 2006 ECMA-334:2006                                                         | září 2006 ISO/IEC 23270:2006     | září 2005                                              | listopad 2005 |                               | - .NET Framework 2.0 - .NET Framework 3.0                                                    | Visual Studio 2005 Visual Studio 2008   |
| C# 3.0        |                                                                                   |                                  | srpen 2007                                             | listopad 2007 |                               | .NET Framework 2.0 (s výjimkou LINQ) .NET Framework 3.0 (s výjimkou LINQ) .NET Framework 3.5 | Visual Studio 2008                      |
| C# 4.0        |                                                                                   |                                  | duben 2010                                             | duben 2010    |                               | .NET Framework 4                                                                             | Visual Studio 2010                      |
| C# 5.0        | prosinec 2017 ECMA-334:2017                                                       | prosinec 2018 ISO/IEC 23270:2018 | červen 2013                                            | srpen 2012    |                               | - .NET Framework 4.5                                                                         | Visual Studio 2012 Visual Studio 2013   |
| C# 6.0        | červen 2022 ECMA-334:2022                                                         |                                  | návrh specifikacevlastnosti                            | červenec 2015 |                               | - .NET Framework 4.6 - .NET Core 1.0 - .NET Core 1.1                                         | Visual Studio 2015                      |
| C# 7.0        |                                                                                   |                                  | návrh specifikacevlastnosti                            | březen 2017   |                               | - .NET Framework 4.7                                                                         | Visual Studio 2017 verze 15.0           |
| C# 7.1        |                                                                                   |                                  | vlastnosti Archivováno 11. 3. 2021 na Wayback Machine. | srpen 2017    |                               | - .NET Core 2.0                                                                              | Visual Studio 2017 verze 15.3           |
| C# 7.2        |                                                                                   |                                  | vlastnosti                                             | listopad 2017 |                               |                                                                                              | Visual Studio 2017 verze 15.5           |
| C# 7.3        |                                                                                   |                                  | vlastnosti Archivováno 7. 3. 2021 na Wayback Machine.  | květen 2018   |                               | - .NET Core 2.1 - .NET Core 2.2 - .NET Framework 4.8                                         | Visual Studio 2017 verze 15.7           |
| C# 8.0        |                                                                                   |                                  | vlastnosti                                             | září 2019     |                               | .NET Core 3.0                                                                                | Visual Studio 2019 version 16.3         |
| C# 8.0        | prosinec 2019                                                                     |                                  | vlastnosti                                             | .NET Core 3.1 | Visual Studio 2019 verze 16.4 |                                                                                              |                                         |
| C# 9.0        |                                                                                   |                                  | vlastnosti                                             | listopad 2020 |                               | - .NET 5.0                                                                                   | Visual Studio 2019 verze 16.8           |
| C# 10.0       |                                                                                   |                                  | vlastnosti                                             | listopad 2021 |                               | - .NET 6.0 - .NET 6.0.1                                                                      | Visual Studio 2022 verze 17.0           |
| C# 10.0       | 10. říjen 2023                                                                    | 12. listopad 2024                | vlastnosti                                             | .NET 6.0.23   |                               |                                                                                              |                                         |
| C# 11.0       |                                                                                   |                                  | vlastnosti                                             | listopad 2022 |                               | .NET 7.0                                                                                     | Visual Studio 2022 verze 17.4           |
| C# 11.0       | 10. říjen 2023                                                                    | 14. květen 2024                  | vlastnosti                                             | .NET 7.0.12   |                               |                                                                                              |                                         |
| C# 12.0       |                                                                                   |                                  | vlastnosti                                             | říjen 2023    | –                             | .NET 8.0.0 (RC) 2                                                                            | Visual Studio 2022 verze 17.8 (Preview) |

### C Sharp 1.0
První verze vydaná v roce 2002 společně s .NET Frameworkem 1.0 obsahovala základní podporu objektového programování, ve které vycházela z jazyka C++ a zkušeností s jejich aktualizací v jazyce Java.

### C Sharp 1.2
Verze 1.2 byla vydána společně s Visual Studio .NET 2003. Obsahovala několik malých vylepšení jazyka. K této verzi nově patří i úprava smyčky foreach, která nově na svém konci volá Dispose pokud iterátor implementuje IDisposable.

### C Sharp 2.0
Na další verzi se čekalo až do konce roku 2005. Mezi její nové vlastnosti patří:
- nativní podpora generik vycházející z podpory na úrovni CLI
- částečné a statické třídy
- iterátory
- anonymní metody pro pohodlnější užívání delegátů (odkazů na metody)
- nullovatelné hodnotové typy a operátor koalescence

#### Generika
Generika, neboli parametrizované typy, neboli parametrický polymorfizmus, je podporována od C# 2.0. Na rozdíl od C++ šablon jsou .NET parametrizované typy instanciovány (instance vytvářeny) za běhu, a ne při kompilaci. Proto mohou být použity i v jiném jazyce, než byly napsány. Podporují některé funkce, jež nejsou podporovány přímo v C++ šablonách, např. typové omezení na generických parametrech v rozhraní. Na druhou stranu C# nepodporuje netypové generické parametry. Na rozdíl od generik v jazyce Java .NET generika používají zhmotnění parametrizovaných objektů první třídy v CLI Virtual Machine, které umožňuje optimalizace a zachování druhu informací.

#### Částečné třídy
Částečné třídy (anglicky partial) umožňují vytvoření třídy, která má být rozdělena mezi několik souborů, přičemž každý soubor obsahuje jeden nebo více členů třídy. Toto se používá hlavně v případě, že některé části třídy jsou generovány automaticky, zatímco jiné jsou psané programátorem. Například tuto funkci používá Visual Studio pro generování kódu při vytváření uživatelského rozhraní v návrháři.
file1.cs:
```
public
 
partial
 
class
 
MyClass

{

    
public
 
void
 
MyMethod1
()

    
{

        
// Kód psaný programátorem

    
}

}

```

file2.cs:
```
public
 
partial
 
class
 
MyClass

{

    
public
 
void
 
MyMethod2
()

    
{

        
// Automaticky generovaný kód

    
}

}

```

#### Statické třídy
Statické třídy jsou třídy, které nemohou být instanciovány, nemůže se z nich dědit a mohou mít pouze statické členy. Jejich účel je obdobný jako moduly v mnoha procedurálních jazycích.

#### Nová forma iterátoru poskytující funkčnost generátoru
Nová forma iterátoru, poskytující funkčnost (implementaci) generátoru koprogramu, používá konstrukci yield return  podobnou konstrukci yield v jazyce Python.
```
// Metoda, která vezme iterovatelný vstup (například pole)

// a vrátí všechna sudá čísla.

public
 
static
 
IEnumerable
<
int
>
 
GetEven
(
IEnumerable
<
int
>
 
numbers
)

{

    
foreach
 
(
int
 
i
 
in
 
numbers
)

    
{

        
if
 
(
i
 
%
 
2
 
==
 
0
)
 
yield
 
return
 
i
;

    
}

}

```

#### Anonymní delegáty
Jako předchůdce lambda funkcí představených v C# 3.0 byly do C# 2.0 přidány anonymní delegáti. Zavádějí funkčnost uzávěrů do C#. Kód uvnitř těla anonymního delegátu má plný přístup k lokálním proměnným, parametrům metody a instancím tříd, kromě out a ref parametrů. Například:
```
int
 
SumOfArrayElements
(
int
[]
 
array
)

{

    
int
 
sum
 
=
 
0
;

    
Array
.
ForEach
(

        
array
,

        
delegate
(
int
 
x
)

        
{

            
sum
 
+=
 
x
;

        
}

    
);

    
return
 
sum
;

}

```

#### Možnost nastavení jiné přístupnosti pro čtení azapisování vlastností třídy
Například:
```
string
 
status
 
=
 
string
.
Empty
;

public
 
string
 
Status

{

    
get
 
{
 
return
 
status
;
 
}
             
// kdokoliv může číst vlastnost,

    
protected
 
set
 
{
 
status
 
=
 
value
;
 
}
  
// ale pouze potomci ji mohou zapisovat

}

```

#### Nullovatelné typy
Nullovatelné typy (označené otazníkem, např. int? i = null) přidávají hodnotu null do množiny povolených hodnot pro jakýkoliv datový typ.

#### Operátor koalescence
Operátor ?? je nazýván operátorem koalescence a je používán pro definování implicitní hodnoty nullovatelných typů a stejně tak i referenčních typů. Operátor vrací levý operand, pokud není jeho hodnota rovna null. V opačném případě vrací pravý operand.
```
object
 
nullObj
 
=
 
null
;

object
 
obj
 
=
 
new
 
Object
();

return
 
nullObj
 
??
 
obj
;
 
// vrací obj

```

Primárně se tento operátor používá k přiřazení hodnoty nullovatelného typu do nenullovatelné proměnné:
```
int?
 
i
 
=
 
null
;

int
 
j
 
=
 
i
 
??
 
0
;
 
// Jestliže i není null, nastav j na i. Jinak (pokud i je null), nastav j na 0.

```

### C Sharp 3.0
Vyšel na konci roku 2007 společně s .NET Frameworkem 3.5 a Visual Studiem 2008. Obsahuje poměrně revoluční změny, které však nevyžadují změnu podkladového IL, takže aplikace v něm psané půjdou spouštět i na počítačích vybavených toliko druhým Frameworkem, ponesou-li si s sebou patřičné knihovny.

#### LINQ
Language Integrated Query, tedy integrovaný dotazovací jazyk přináší nový způsob pro dotazování nad jakýmikoliv daty, usnadňuje jejich tvorbu, třídění a vyhledávání v nich. LINQ to Objects umožňuje dotazování nad normálními objekty (respektive jejich kolekcemi), LINQ to SQL přináší nový způsob pro práci s databázemi a LINQ to XML umožňuje pracovat s XML soubory.
Následující příklad ukazuje dotaz LINQ který nám ze zdrojového pole vrátí druhé mocniny všech lichých čísel a výsledky seřadí sestupně. Všimněte si podobnosti se syntaxí SQL.
```
int
[]
 
myArray
 
=
 
{
 
1
,
 
5
,
 
2
,
 
10
,
 
7
 
};

 

IEnumerable
<
int
>
 
query
 
=
 
from
 
x
 
in
 
myArray
 
//Požadujeme všechny elementy z pole myArray,

                         
where
 
x
 
%
 
2
 
==
 
1
//kde zbytek po celočíselném dělení (modulo) je roven 1

                         
orderby
 
x
 
descending
//výsledek požadujeme seřazen sestupně

                         
select
 
x
 
*
 
x
;
//a vrácená čísla umocníme na druhou

// Výsledek : 49, 25, 1

```

#### Lambda výrazy
Pomocí lambda výrazů, jež si berou inspiraci z funkcionálního programování, je možné tvořit anonymní metody, které obsahují jeden výraz nebo několik příkazů a použít je v situaci, kdy je očekávána instance delegáta.
Pro potřebu lambda výrazů byl do C# 3.0 uveden nový operátor =>. Ten se nazývá „přechází v“.
V C# 2.0 bychom vyhledávání prvků v seznamu pomocí anonymní metody napsali například takto:
```
List
<
int
>
 
seznamCisel
 
=
 
new
 
List
<
int
>
 
{
 
1
,
 
2
,
 
3
,
 
4
,
 
5
 
};

List
<
int
>
 
vysledek
 
=
 
seznamCisel
.
FindAll
(
delegate
(
int
 
i
)

{

     
return
 
i
 
<
 
4
;

});

```

A ta samá funkčnost napsaná pomocí lambda výrazu v C# 3.0:
```
List
<
int
>
 
seznamCisel
 
=
 
new
 
List
<
int
>
 
{
 
1
,
 
2
,
 
3
,
 
4
,
 
5
 
};

List
<
int
>
 
vysledek
 
=
 
seznamCisel
.
FindAll
(
i
 
=>
 
i
 
<
 
4
);

```

Všimněte si, že se neuvádějí typy argumentů (tedy že i je Integer), ale podobně jako u klíčového slova var  je typ argumentu odvozen v době kompilace (tedy ne za běhu, takže je stále dodržena typová bezpečnost) z kontextu.
Obecně tedy lambda výraz zapisujeme jako (vstupní argumenty) => výraz.

#### Inicializátory objektů akolekcí
```
Zakaznik
 
z
 
=
 
new
 
Zakaznik
();

z
.
Jmeno
 
=
 
"Petr"
;

```

Můžeme zkráceně zapsat jako:
```
Zakaznik
 
z
 
=
 
new
 
Zakaznik
 
{
 
Jmeno
=
"Petr"
 
};

```

Zápis inicializace kolekcí pak můžeme také zkrátit z původního
```
MujSeznam
 
seznam
 
=
 
new
 
MujSeznam
();

seznam
.
Add
(
1
);

seznam
.
Add
(
2
);

```

na zkrácené:
```
MujSeznam
 
seznam
 
=
 
new
 
MujSeznam
 
{
 
1
,
 
2
 
};

```

Za předpokladu, že naše třída MujSeznam implementuje rozhraní System.Collections.IEnumerable  a má veřejnou metodu Add.

#### Rozšiřující metody
Pomocí rozšiřujících metod můžeme vyvolat dojem, že třída má metody, které jsou ve skutečnosti zapsány mimo tuto třídu. Rozšiřující metody jsou ve skutečnosti statické metody, které se dají volat jako metody instance. Následující příkaz ukazuje, jak můžeme rozšířit třídu string o novou metodu, kterou deklarujeme v oddělené třídě StringExtensions. Na jakékoliv instanci třídy string poté můžeme volat naši novou metodu.
```
public
 
static
 
class
 
StringExtensions

{

    
public
 
static
 
string
 
Left
(
this
 
string
 
s
,
 
int
 
n
)

    
{

        
return
 
s
.
Substring
(
0
,
 
n
);

    
}

}

```

```
string
 
s
 
=
 
"foo"
;

s
.
Left
(
3
);
 
// Stejné jako StringExtensions.Left(s, 3);

```

#### Klíčové slovo var
```
Dictionary
<
string
,
 
List
<
float
>>
 
x
 
=
 
new
 
Dictionary
<
string
,
 
List
<
float
>>
();

```

Můžeme nyní zapsat jako
```
var
 
x
 
=
 
new
 
Dictionary
<
string
,
 
List
<
float
>>
();

```

Typ proměnné x bude určen podle pravé strany výrazu a to již v době překladu. To není jen zkrácení zápisu pro inicializaci proměnných, ale jde o formu zápisu, která se používá při deklaraci proměnných anonymních typů.

#### Výrazové stromy
Výrazové stromy (anglicky Expression Trees) umožňují pracovat s kódem nejen jako se spustitelnými příkazy, ale také jako s daty. Můžeme tedy v aplikaci vytvořit stromovou strukturu reprezentující kód. U té pak můžeme sledovat její veřejné vlastnosti a na základě toho ji analyzovat, zjistit všechny potřebné informace, popřípadě ji optimalizovat. V případě potřeby ji můžeme dále zkompilovat do spustitelné podoby pomocí metody compile.

#### Anonymní třídy
Anonymní třídy umožňující např. rychlé vytvoření objektů přenášejících informace vyžádané z databáze přes LINQ.

### C Sharp 4.0
Tato verze vyšla v dubnu 2010. Nová verze se zaměřuje hlavně na spolupráci s dynamickými aspekty programování a frameworky, jako například modul runtime dynamického jazyka (anglicky Dynamic Language Runtime; DLR) a objektový model komponent (Component Object Model; COM). Mezi další novinky patří:
- Kovariance a kontravariance
- Volitelné parametry a pojmenované parametry
- Dynamicky typované objekty

### C Sharp 5.0
Verze 5.0 byla uvedena v srpnu 2012 společně s .NET Framework 4.5 a vývojovým prostředím Visual Studio 2012 (případně Mono 3.0. Novinkou v této verzi je podpora asynchronního programování přidáním klíčových slov async a await. Další novinkou jsou Caller Information atributy pro jednodušší zjištění informací o volající metodě.

#### Změny chování
Také došlo k několika zpětně nekompatibilním změnám (breaking changes). Poměrně výrazná změna nastává při zachycení iterační proměnné cyklu foreach v anonymních metodách. Před verzí C# 5.0 byla iterační proměnná umístěna vně cyklu a byla použita pro všechny iterace. Od verze C# 5.0 je iterační proměnná uvnitř cyklu a je v každé iteraci čerstvou proměnnou.
Další změnou je změna pořadí vyhodnocení parametrů metod při použití pojmenovaných parametrů. V předchozí verzi jazyka byly nejprve vyhodnoceny pojmenované parametry a teprve poté ostatní parametry. Od verze C# 5.0 jsou všechny parametry vyhodnocovány zleva doprava v pořadí v jakém jsou uvedeny.

### C Sharp 6.0
Byl uvolněn spolu s Visual Studio 2015 a doplněn o menší funkce pro zvýšení produktivity programování v jazyce C#:
- Statické importy
- Filtry výjimek
- Automatické inicializátory vlastností
- Výrazové členy
- Propagátor nulových hodnot
- Interpolace řetězců
- operátor nameof

a další nové funkce, jako:
- Inicializátory indexů
- Await v blocích catch/finally
- Výchozí hodnoty pro vlastnosti určené pouze pro getter

### C Sharp 7.0
Byl uvolněn spolu s Visual Studio 2017. Nově se objevilo:
- Proměnné out
- Tuply a dekonstrukce
- Porovnávání vzorů
- Lokální funkce
- Členové s rozšířeným výrazem
- ref návratová hodnota
- ref lokální proměnná

- discards
- binární literály a oddělovače číslic
- throw výrazy

### C Sharp 7.1
Doplnil:
- async Main metoda
- výchozí doslovné výrazy
- Odvozené názvy prvků tuple
- Porovnávání vzorů u parametrů obecných typů

### C Sharp 9
Nové a vylepšené funkce:
- zaveden typ záznam (record)
- zavedeny výhradně inicializační settery
- zavedeny příkazy nejvyšší úrovně
- vylepšeno porovnávání vzorů
- vylepšeny jsou výkon a interoperabilita
  - zavedena podpora nativní velikosti celých čísel
  - zavedena deklarace ukazatele funkcí
  - zavedena možnost potlačit vystavování příznaku localsinit
- funkce pro psaní efektivnějšího kódu
  - zavedeny cílově typované výrazy new
  - zavedeny statické anonymní funkce
  - zaveden cílově typovaný podmíněný výraz
  - zaveden kovariantní návratový typ
  - podpora GetEnumerator pro smyčky foreach
  - zaveden lambda parametr vyřazování (discard)
  - zavedeny atributy na lokálních funkcích
- podpora generátorů kódu
  - zavedeny inicializátory modulů
  - zavedeny nové vlastnosti částečných (partial) metod

### C Sharp 10
Doplňuje:
- struktury záznamů
- vylepšení typů struktur
- interpolované obsluhy řetězců
- globální using direktivy
- deklarace jmenného prostoru s rozsahem souboru
- rozšířené vzory vlastností
- vylepšení lambda výrazů
- povolení konstantních interpolovaných řetězců
- typy záznamů mohou zapečetit funkci ToString()
- vylepšené definitivní přiřazení
- povoleno přiřazení i deklarace v jedné dekonstrukci
- povolení atributu AsyncMethodBuilder u metod
- atribut CallerArgumentExpression
- vylepšená pragma #line

### C Sharp 11
C# 11 byl uvolněn v listopadu 2022 a přišel s NET 7.0 a vývojovým prostředím Visual Studio 2022 verze 17.4.
Přináší:

#### Obecné atributy (generic attributes)
K dispozici od Visual Studia 2022 verze 17.1.

Vytvoření obecného atributu
```
public
 
class
 
GenericAttribute
<
T
>
 
:
 
Attribute
 
{
 
}

```

a použití
```
[GenericAttribute<string>()]

public
 
string
 
Method
()
 
=>
 
default
;

```

#### Podpora generické matematiky (Generic math support)
K dispozici od Visual Studia 2022 verze 17.3. Není potřeba znát přesný datový typ.

##### Statické virtuální členy v rozhraních
.NET 7/C# 11 zavádí možnost mít v rozhraní přetížitelné operátory (static abstract a static virtual ) a tím dále rozšiřuje podporu generické matematiky zavedené v .NET 6/C# 10.

##### Neznaménkový operátor posunu doprava>>>(unsigned shift operator)
Eliminuje se potřeba převádět celé číslo se znaménkem na typ bez znaménka, provést posun a výsledek převést zpět na typ se znaménkem.

##### Uvolnění operátorů posunu
Požadavek, aby druhý operand byl int nebo implicitně převoditelný na int jazyk C# 11 odstraňuje. Tato změna umožňuje na těchto místech používat typy, které implementují obecná matematická rozhraní.

##### Operátory kontrolycheckedauncheckeddefinované uživatelem
Zavedení možnosti definovat kontrolované checked a nekontrolované unchecked aritmetické operátory, kdy překladač vygeneruje volání správné varianty na základě aktuálního kontextu.

#### Číselný (numerický)IntPtraUIntPtr
K dispozici od Visual Studia 2022 verze 17.3. Jako je typ int aliasem pro System.Int32, jsou nyní typy nint a nuint aliasy pro System.IntPtr a System.UIntPtr.

#### Nové řádky v řetězcových interpolačních výrazech (string interpolation)
K dispozici od Visual Studia 2022 verze 17.1. Usnadnění čtení interpolovaného řetězce – textu uvnitř znaků { a }, rozdělením textu na více řádků. Text může obsahovat například dotazy LINQ nebo switch. Interpolovaný řetězec je analyzován jako kód C#, včetně nových řádků.

#### Vzory seznamů (list patterns)
K dispozici od Visual Studia 2022 verze 17.1. Zavádí porovnávání pole nebo seznamu s posloupností vzorů.
```
int
[]
 
numbers
 
=
 
{
 
1
,
 
2
,
 
3
 
};

Console
.
WriteLine
(
numbers
 
is
 
[
1
,
 
2
,
 
3
]);
     
// True

Console
.
WriteLine
(
numbers
 
is
 
[
1
,
 
2
,
 
4
]);
     
// False

Console
.
WriteLine
(
numbers
 
is
 
[
1
,
 
2
,
 
3
,
 
4
]);
  
// False

Console
.
WriteLine
(
numbers
 
is
 
[
0
 
or
 
1
,
 
<=
 
2
,
 
>=
 
3
]);
  
// True

Console
.
WriteLine
(
numbers
 
is
 
[
_
,
 
_
,
 
_
 
]);
    
// True

Console
.
WriteLine
(
numbers
 
is
 
[
_
,
 
_
]);
        
// False

Console
.
WriteLine
(
numbers
 
is
 
[
_
,
 
..]);
       
// True

Console
.
WriteLine
(
numbers
 
is
 
[..]);
          
// True

Console
.
WriteLine
(
numbers
 
is
 
[
2
,
 
..]);
       
// False

```

Vzor vyřazení _ (discard pattern) odpovídá libovolnému jednotlivému znaku. Vzor rozsahu .. (range pattern) reprezentuje libovolnou posloupnost (nula nebo více prvků).

#### Vylepšený převod skupiny metod na delegáta
K dispozici od Visual Studia 2022 verze 17.2. Předchozí verze standardu zakazovaly překladači opakovaně použít objekt delegáta vytvořenou pro převod skupiny metod.  Nově se při převodu skupiny metod objekt delegáta vytvořený překladačem jazyka C# 11 ukládá do mezipaměti (cache). A používá se tento objekt delegáta. Konverze může, ale nemusí, použít existující instanci delegáta, která již odkazy obsahuje.
```
//  Příklad převodu skupiny metod:

delegate
 
string
 
D1
(
object
 
o
);

delegate
 
object
 
D2
(
string
 
s
);

delegate
 
object
 
D3
();

delegate
 
string
 
D4
(
object
 
o
,
 
params
 
object
[]
 
a
);

delegate
 
string
 
D5
(
int
 
i
);

class
 
Test

{

    
static
 
string
 
F
(
object
 
o
)
 
{
 
return
 
null
;
 
}

    
static
 
void
 
G
()

    
{

        
D1
 
d1
 
=
 
F
;
         
// Ok

        
D2
 
d2
 
=
 
F
;
         
// Ok

        
D3
 
d3
 
=
 
F
;
         
// Chyba kompilace: Žádné přetížení pro 'F' neodpovídá delegátu 'D3'

        
D4
 
d4
 
=
 
F
;
         
// Chyba kompilace: Žádné přetížení pro 'F' neodpovídá delegátu 'D4'

        
D5
 
d5
 
=
 
F
;
         
// Chyba kompilace: Žádné přetížení pro 'Test.F(object)' neodpovídá delegátu 'D5'

    
}

}

```

#### Surové řetězcové literály (raw string literals)
K dispozici od Visual Studia 2022 verze 17.2. Jedná se o nový formát pro řetězcové literály. Literál surového řetězce začíná alespoň třemi znaky po sobě jdoucích dvojitých uvozovek ("""). Nové řádky následující za úvodní a před závěrečnou uvozovkou se do konečného obsahu nezapočítávají.
```
string
 
x
 
=
 
"text"
;

Console
.
WriteLine
(
"Výstup:"
 
+
 
$
$"""

    
Příklad

      
"{{x}}u"
.

    
""" + "
Konec
");

    

/*

Výstup:Příklad

  "textu".Konec

*/

```

Více znaků $ označuje, kolika po sobě jdoucími závorkami interpolace začíná a končí.

#### Struktury auto-default (auto-default structs)
K dispozici od Visual Studia 2022 verze 17.3. Automatické výchozí nastavení struktur. Překladač jazyka C# 11 zajistí, že všechny položky struktury (typu struct) budou inicializovány na výchozí hodnotu v rámci provádění konstruktoru. Každá členská proměnná nebo automatická vlastnost, která není inicializována pomocí konstruktoru, je nově automaticky inicializována překladačem.

#### Testování shody vzoruSpan<char>aReadOnlySpan<char>na konstantním řetězci
K dispozici od Visual Studia 2022 verze 17.3. Podobě, jako při testování pomocí porovnávání vzorů (pattern match), jestli řetězec obsahuje danou konstantní hodnotu, je nyní možné použít testování vzorů s proměnnými, které jsou Span<char> nebo ReadOnlySpan<char>.

#### Rozšířená podporanameof
K dispozici od Visual Studia 2022 verze 17.3. Operátor nameof nově vyhodnocuje názvy parametrů a názvy parametrů typu v deklaraci atributu dané metody. Operátor nameof je tak možné využít k zadání názvu parametru metody v atributu v deklaraci metody nebo parametru.  Využití je například pro přidávání atributů pro analýzu nulovatelnosti.

#### Řetězcové literály UTF-8
Nově je možné u řetězcového literálu zadat příponu u8 pro určení kódování znaků UTF-8.

#### Požadovaní členové (required members)
Zaveden je modifikátor required, který je možné použít pro vlastnosti a členské proměnné a vynutit, aby je konstruktory a volání inicializovali. Překladač všechny požadované členy třídy inicializuje, má-li konstruktor atribut System.Diagnostics.CodeAnalysis.SetsRequiredMembersAttribute.

#### Členské proměnnérefa proměnnéref scoped
Uvnitř struktury ref struct je možné deklarovat členské proměnné ref. U typů jako System.Span<T> tak není třeba uvádět speciální atributy ani skryté vnitřní typy. K deklaraci ref je možné připojit modifikátor rozsahu viditelnosti a omezit tak rozsah, kde může být odkaz použit.

#### Lokální typy souborů (file-local types)
Verze C# 11 zavádí file, nový modifikátoru přístupu, který omezuje viditelnost na zdrojový soubor, ve kterém je deklarován.

#### Varovná vlna 7 (Warning wave 7)
K dispozici od Visual Studia 2022 verze 17.2. Jedná se o varování (Warnings) a chyby (Errors) přidané v jazyce C# 11:
- CS8981 - název typu obsahuje pouze malé ascii znaky Všechna nová klíčová slova přidaná pro jazyk C# budou obsahovat malá písmena ASCII. Toto upozornění zajistí, že žádný z vašich typů nebude v konfliktu s budoucími klíčovými slovy. Následující kód vytváří CS8981:public class nazevmalymipismeny
{
}
- CS8826 - deklarace částečných metod se liší v signaturách
- CS7023 - ve výrazu is nebo as je použit statický typ
- CS8073 - výsledkem výrazu je vždy false (nebo true).
- CS8848 - z důvodu priority zde nelze použít operátor 'from', pro ujasnění použijte závorky
- použití nepřiřazené proměnné, členy musí být plně přiděleny (CS8880, CS8881, CS8882, CS8883, CS8884, CS8885, CS8886, CS8887)
- CS8892 - byl nalezen synchronní vstupní bod 'method', metoda nebude použita jako vstupní bod
- CS8897 - statické typy nelze použít jako parametry
- CS8898 - statické typy nelze použít jako návratové typy

#### Zlepšení serializace System.Text.Json

##### Přizpůsobení kontraktu JSON
Možnost lépe kontrolovat serializaci a deserializaci typu.

##### Polymorfní serializace
Polymorfní serializace vlastností uživatelsky definované hierarchie typů (odvozených tříd).

##### Podpora povinných členů
Označení povinných vlastností, které musí být přítomny ve zdroji JSON, aby deserializace proběhla úspěšně.

### C Sharp 12

##### Primární konstruktory
Primární konstruktory (primary constructors).

##### Výrazy pro kolekce
Výrazy pro kolekce (collection expressions).

##### Výchozí parametry lambda
Výchozí parametry lambda (default lambda parameters).

#### Nepovinné parametry ve výrazech lambda
Nepovinné parametry ve výrazech lambda (eptional parameters in lambda expressions).

##### Alias any type
Alias any type (alias libovolného typu).

##### Inline arrays
Inline arrays (Inline pole).

##### Interceptors
Interceptors (Interceptory).

## Výběr verze cílového rámce
Jazyk C# 11 je podporován pouze ve verzi .NET 7 a novějších, C# 10 v .NET 6 a novějších, C# 9 v .NET 5 a novějších, C# 8.0 v .NET Core 3.x a novějších.
| .NET Standard     | Cílový rámec   | Cílový rámec                                            | Výchozí verze jazyka C# | Roslyn kompilátor | Visual Studio                                               |
| .NET Standard     | Název          | Verze                                                   | Výchozí verze jazyka C# | Roslyn kompilátor | Visual Studio                                               |
| ----------------- | -------------- | ------------------------------------------------------- | ----------------------- | ----------------- | ----------------------------------------------------------- |
|                   | .NET Framework | 2.0 – 4.6                                               | C# 6.0                  |                   | Visual Studio 2015                                          |
|                   | .NET Framework | 4.7                                                     | C# 7.0                  |                   | Visual Studio 2017 verze 15.0                               |
|                   | .NET Framework |                                                         | C# 7.1                  |                   | Visual Studio 2017 verze 15.3                               |
|                   | .NET Framework |                                                         | C# 7.2                  |                   | Visual Studio 2017 verze 15.5                               |
| 1.0–1.2           | .NET Framework | 4.5.1, 4.5.2, 4.6, 4.6.1, 4.6.2, 4.7, 4.7.1, 4.7.2, 4.8 | C# 7.3                  |                   | Visual Studio 2017 verze 15.7                               |
| 1.3–1.6           | .NET Framework | 4.6, 4.6.1, 4.6.2, 4.7, 4.7.1, 4.7.2, 4.8               | C# 7.3                  |                   | Visual Studio 2017                                          |
| 2.0               | .NET Framework | 4.6.1, 4.6.2, 4.7, 4.7.1, 4.7.2, 4.8                    | C# 7.3                  |                   | Visual Studio 2017                                          |
| 1.0–1.6           | .NET Core      | 1.0.4                                                   | C# 7.0                  | 2.0               | Visual Studio 2017 RTM                                      |
| 1.0–1.6           | .NET Core      | 1.0.4                                                   | C# 7.0                  | 2.1               | Visual Studio 2017 verze 15.1                               |
| 1.0–1.6           | .NET Core      | 1.0.4                                                   | C# 7.0                  | 2.2               | Visual Studio 2017 verze 15.2                               |
| 1.0–1.6           | .NET Core      | 1.1.4                                                   | C# 7.1                  | 2.3.2             | Visual Studio 2017 verze 15.3                               |
| 1.0–1.6           | .NET Core      | 1.1.4                                                   | C# 7.1                  | 2.4               | Visual Studio 2017 verze 15.4                               |
| 1.0–1.6, 2.0      | .NET Core      | 2.1.2                                                   | C# 7.2                  | 2.6.1             | Visual Studio 2017 verze 15.5                               |
| 1.0–1.6, 2.0      | .NET Core      | 2.1.2                                                   | C# 7.2                  | 2.7               | Visual Studio 2017 verze 15.6                               |
| 1.0–1.6, 2.0      | .NET Core      | 2.1.200                                                 | C# 7.3                  | 2.8.2             | Visual Studio 2017 verze 15.7                               |
| 1.0–1.6, 2.0      | .NET Core      | 2.1.200                                                 | C# 7.3                  | 2.9               | Visual Studio 2017 verze 15.8                               |
| 1.0–1.6, 2.0      | .NET Core      | 2.1.200                                                 | C# 7.3                  | 2.10              | Visual Studio 2017 verze 15.9                               |
| 1.0–1.6, 2.0, 2.1 | .NET Core      | 3.x                                                     | C# 8.0                  | 3.0 – 3.4         | Visual Studio 2019 verze 16.3                               |
| 1.0–1.6, 2.0, 2.1 | .NET           | 5.x                                                     | C# 9.0                  | 3.8               | Visual Studio 2019 verze 16.8                               |
| 1.0–1.6, 2.0, 2.1 | .NET           | 6.x                                                     | C# 10                   | 3.9 – 3.10        | Visual Studio 2022 verze 17.0 Visual Studio 2022 verze 17.2 |
|                   | .NET           | 7.x                                                     | C# 11                   | 4.x               | Visual Studio 2022                                          |
|                   | .NET           | 8.x                                                     | C# 12                   | 4.8.0             | Visual Studio 2022 verze 17.8 (Preview)                     |

## „Ahoj, světe!“
Následující jednoduchá konzolové aplikace vypíše „Ahoj, světe!“ na standardní výstup.
```
using
 
System
;

namespace
 
MojeKonzolováAplikace

{

  
class
 
HlavníTřída

  
{

    
static
 
void
 
Main
(
string
[]
 
args
)

    
{

      
Console
.
WriteLine
(
"Ahoj, světe!"
);

    
}

  
}

}

```

Rozeberme krátce jednotlivé příkazy. Třídy, základní jednotky objektového programování, jsou v C# rozděleny pro lepší orientaci a jednoznačnost názvů do jmenných prostorů. Na počátku zdrojového kódu jmenujeme příkazem using jmenné prostory, jež budeme používat – nebudeme pak muset rozepisovat jejich název, všechny třídy z nich jsou nám hned přístupny.
Na dalším řádku příkazem namespace říkáme, že chceme zařadit kód vymezený následujícími složenými závorkami do jmenného prostoru MojeKonzolováAplikace. Hned poté definujeme klíčovým slovem class třídu Hlavní třída, její obsah bude opět vymezen dalšími složenými závorkami. Kód není nutné odsazovat (bílé znaky se ignorují), jen je to praktické.
Všimněme si také, že identifikátory mohou obsahovat písmenka s háčky a čárkami – je tomu tak již od prvních verzí jazyka.
Překladač hledá při vytváření spustitelného souboru vstupní bod aplikace. Musí se jednat o statickou metodu nevracející žádnou hodnotu nebo typ int (celé číslo), která buď nepřebírá žádné argumenty, nebo pole řetězců (stringů) a která se jmenuje Main. Deklaraci takové metody vidíme na dalším řádku programu. Klíčové slovo static značí statickou metodu, tedy takovou část kódu, kterou je možno volat bez vytvoření instance třídy. Klíčové slovo void značí, že metoda nic nevrací.
Argumenty metody se vypisují do obyčejných závorek za její název. Podobně jako při deklarování proměnných se nejdříve uvádí typ proměnné (string[]) a pak její název (args). Pole značíme dvojicí hranatých závorek za názvem typu.
Tělo metody tvoří jediný řádek ukončený středníkem. Volá statickou metodu třídy Console (sídlí ve jmenném prostoru System) jménem WriteLine, která za argument pojímá jedinou proměnnou typu string, kterou vypíše uživateli do konzole. Řetězce se ohraničují počítačovými uvozovkami.

## Vývojová prostředí
- Microsoft Visual Studio je oficiální vývojové prostředí od společnosti Microsoft určené pro Microsoft Windows, ve verzi Visual Studio Community je k dispozici zdarma, ostatní edice jsou zpoplatněny
- Visual Studio Code –  editor zdrojového kódu vyvíjený společností Microsoft pro operační systémy Windows, Linux a macOS
- Visual Studio for Mac – původně Xamarin Studio, oficiální vývojové prostředí určené pro macOS
- MonoDevelop – multiplatformní Open Source nástroj využívající Mono a Gtk#
- Rider – multiplatformní vývojové prostředí od společnosti JetBrains
- SharpDevelop – OpenSource nástroj určený pro Microsoft Windows
- Turbo C# Explorer – nástroj od společnosti Borland
- Xamarin Studio – původní prostředí pro vývoj Xamarin aplikací určené pro Microsoft Windows a macOS, nyní již nevyvíjeno
- Baltík – český programovací nástroj pro výuku programování dětí a mládeže

## XML Dokumentace
Systém dokumentace kódu je podobný JavaDoc, používanému v jazyce Java. Významným rozdílem je ale to, že je založen na XML. Následující příkaz ukazuje komentář k metodě.
```
public
 
class
 
Foo

{

    
/// <summary>Popis metody.</summary>

    
/// <param name="firstParam">Popis parametru metody</param>

    
/// <returns>Popis návratové hodnoty metody</returns>

    
public
 
static
 
bool
 
Bar
(
int
 
firstParam
)
 
{}

}

```

Jak vidíme, každý řádek komentáře musí začínat řetězcem "///". Tyto komentáře často používají nástroje jako IntelliSense integrovaný v Microsoft Visual Studiu, který programátorovi při psaní kódu napovídá.

## Název jazyka
Název jazyka C# je odvozen z hudební notace, kde křížek označuje zvýšení noty o půl tónu a v tomto případě by označoval notu cis, tedy C zvýšené o půl tónu. Podobně vznikl název jazyka C++ jako zlepšení jazyka C: „++“ totiž v syntaxi jazyka C znamená zvýšení hodnoty proměnné o 1.
Křížek na počítačové klávesnici (#) a křížek v hudební nauce (♯) jsou dva odlišné znaky. Pro zápis názvu jazyka C Sharp se nepoužívá znak hudebního křížku z technických důvodů, protože tento se na standardní klávesnici nevyskytuje, ale pro zjednodušení se používá klasický křížek. Toto je zakotveno ve specifikaci jazyka C#, ECMA-334. Jak jsme již řekli, toto opatření je spíše praktického rázu, takže v případech jako jsou různé marketingové materiály se často používá znak křížku z hudební notace.